# Saison 2017-2018 de l'USM Blida
Maillots
Chronologie
Saison précédente Saison suivante
La saison 2017-2018 de l'Union Sportive Madinet Blida est la 27e saison du club en première division du championnat d'Algérie. Les matchs se déroulent en Ligue 1, à la suite de son accession dans cette division après sa 2e place obtenue lors de la saison précédente en Ligue 2. et la Coupe d'Algérie.
Le championnat d'Algérie débute le septembre 2017, avec la première journée de Ligue 1, pour se terminer le  mai 2018 avec la dernière journée de cette même compétition.

## Préparation d'avant-saison
| Date                    | Match | Adversaire                   | Lieu                             | Score | Buteurs de l'USMB                 |
| ----------------------- | ----- | ---------------------------- | -------------------------------- | ----- | --------------------------------- |
| 26 juillet 2017 - 17h00 | 01    | ASO Chlef (Division 2)       | Stade des Frères-Brakni, (Blida) | 1 - 2 | Djamel Rabti                      |
| 8 août 2017 - 17h00     | 02    | JSM Béjaïa (Division 2)      | Annexe Stade M.Tchaker, (Blida)  | 3 - 1 | Houssam Eddine Ghacha 26e 32e 45e |
| 10 août 2017 - 17h00    | 03    | CRB Aïn Fakroun (Division 2) | Annexe Stade M.Tchaker, (Blida)  | 0 - 0 | -                                 |
| 12 août 2017 - 17h30    | 04    | MO Béjaïa (Division 2)       | Annexe Stade M.Tchaker, (Blida)  | 0 - 0 | -                                 |
| 14 août 2017 - 17h30    | 05    | CS Constantine (Division 1)  | Stade des Frères-Brakni, (Blida) | 0 - 1 | -                                 |
| 17 août 2017 - 17h00    | 06    | RC Relizane (Division 2)     | Stade des Frères-Brakni, (Blida) | 0 - 1 | -                                 |
| 21 août 2017 - 17h00    | 07    | US Oued Amizour (Division 3) | Stade des Frères-Brakni, (Blida) | 1 - 1 | Frioui 10e                        |

## Transferts

### Tableau des transferts estivaux
| Nom                   | Nationalité    | Poste     | Durée                    | Provenance/Destination | Division     |
| --------------------- | -------------- | --------- | ------------------------ | ---------------------- | ------------ |
| Arrivées              |                |           |                          |                        |              |
| Houssam Eddine Ghacha | Algérie        | Attaquant | Contrat de 3 ans         | A Bou Saada            | Ligue 2 (D2) |
| Mourad Zerrouki       | Algérie        | Milieu    | Libre - contrat de 2 ans | JSM Béjaia             | Ligue 2 (D2) |
| Hamza Zeddam          | Algérie        | Défenseur | Libre - contrat de 2 ans | NA Hussein Dey         | Ligue 2 (D2) |
| Ibrahim Si Ammar      | Algérie        | Milieu    | Libre - contrat de 2 ans | DRB Tadjenanet         | Ligue 2 (D2) |
| Islam Menkoura        | Algérie        | Attaquant | Libre - contrat de 2 ans | WA Boufarik            | Ligue 2 (D2) |
| Bilel Herbache        | Algérie        | Milieu    | Libre - contrat de 2 ans | USM Bel-Abbes          | Ligue 2 (D2) |
| Nedhim Lahocine       | Algérie France | Attaquant | Libre - contrat de 2 ans | France                 |              |
| Nour El Imam          | Algérie        |           |                          | USM Blida rés.         |              |
| Ismail Guezair        | Algérie        |           |                          | USM Blida rés.         |              |
| Départs               |                |           |                          |                        |              |
| Tarek Bendiaf         | Algérie        | Milieu    | Fin de contrat           |                        |              |
| Samir Achiche         | Algérie        | Milieu    | Libre                    |                        |              |
| Yassine Fortas        | Algérie        | Milieu    | Libre                    |                        |              |
| Abdenour Hadiouche    | Algérie        | Attaquant | Libre                    |                        |              |

## Effectif

### Championnat
La Ligue 1 2017-2018 est la 28e édition du championnat d'Algérie de football et la troisième sous l'appellation « Ligue 1 ». La division oppose 16 clubs en une série de trente rencontres.

#### Aller
| Date                             | Journée | Adversaire     | Lieu                             | Score | Buteurs de l'USMB          | Rapport |
| -------------------------------- | ------- | -------------- | -------------------------------- | ----- | -------------------------- | ------- |
| Samedi 26 août 2017 (17h00)      | J01     | MC Oran        | Stade Ahmed-Zabana, (Oran)       | 3 – 0 | —                          | Rapport |
| Samedi 9 septembre 2017 (17h00)  | J02     | JS Kabylie     | Stade des Frères-Brakni, (Blida) | 2 – 3 | Samy Frioui 39e (pen.) 67e | Rapport |
| Samedi 16 septembre 2017 (20h00) | J03     | JS Saoura      | Stade du 20-Août-1955, (Béchar)  | 2 – 0 | –                          | Rapport |
| Samedi 23 septembre 2017         | J04     | Paradou AC     |                                  |       |                            |         |
| Mardi 26 septembre 2017          | J05     | NA Hussein Dey |                                  |       |                            |         |
| Samedi 30 septembre 2017         | J06     | DRB Tadjenanet |                                  |       |                            |         |
| Samedi 7 octobre 2017            | J07     | USM Bel-Abbès  |                                  |       |                            |         |
| Samedi 14 octobre 2017           | J08     | USM El Harrach |                                  |       |                            |         |
| Mardi 17 octobre 2017            | J09     | MC Alger       |                                  |       |                            |         |
| Samedi 21 octobre 2017           | J10     | US Biskra      |                                  |       |                            |         |
| Samedi 28 octobre 2017           | J11     | ES Sétif       |                                  |       |                            |         |
| Samedi 4 novembre 2017           | J12     | CR Belouizdad  |                                  |       |                            |         |
| Samedi 18 octobre 2017           | J13     | O Médéa        |                                  |       |                            |         |
| Samedi 2 décembre 2017           | J14     | CS Constantine |                                  |       |                            |         |
| Mardi 5 décembre 2017            | J15     | USM Alger      |                                  |       |                            |         |

#### Retour
| Date | Journée | Adversaire     | Lieu | Score | Buteurs de l'USMB |
| ---- | ------- | -------------- | ---- | ----- | ----------------- |
|      | J16     | MC Oran        |      |       |                   |
|      | J17     | JS Kabylie     |      |       |                   |
|      | J18     | JS Saoura      |      |       |                   |
|      | J19     | Paradou AC     |      |       |                   |
|      | J20     | NA Hussein Dey |      |       |                   |
|      | J21     | DRB Tadjenanet |      |       |                   |
|      | J22     | USM Bel-Abbès  |      |       |                   |
|      | J23     | USM El Harrach |      |       |                   |
|      | J24     | MC Alger       |      |       |                   |
|      | J25     | US Biskra      |      |       |                   |
|      | J26     | ES Sétif       |      |       |                   |
|      | J27     | CR Belouizdad  |      |       |                   |
|      | J28     | O Médéa        |      |       |                   |
|      | J29     | CS Constantine |      |       |                   |
|      | J30     | USM Alger      |      |       |                   |

### Classement
| Rang | Équipe             | Pts | J  | G | N  | P  | Bp | Bc | Diff | Qualification ou relégation |
| ---- | ------------------ | --- | -- | - | -- | -- | -- | -- | ---- | --------------------------- |
| 12   | JS Kabylie         | 36  | 30 | 8 | 12 | 10 | 34 | 39 | −5   |                             |
| 13   | Olympique de Médéa | 36  | 30 | 8 | 12 | 10 | 23 | 32 | −9   |                             |
| 14   | US Biskra P        | 34  | 30 | 9 | 7  | 14 | 23 | 30 | −7   | Relégation en Ligue 2       |
| 15   | USM El Harrach     | 28  | 30 | 7 | 7  | 16 | 27 | 37 | −10  | Relégation en Ligue 2       |
| 16   | USM Blida P        | 23  | 30 | 5 | 8  | 17 | 28 | 50 | −22  | Relégation en Ligue 2       |

### Coupe d'Algérie
| Date | Tour | Adversaire | Lieu | Résultat | Buteurs pour l'USMB | Affluence |